# Savinov
Savinov je priimek več oseb:
- Mihail Ivanovič Savinov, sovjetski general
- Vladimir Savinov, ruski fizik
- Aleksej Savinov, moldavski nogometaš